# 尤里·伊瓦先科
尤里·米科拉約維奇·伊瓦先科（羅馬化：Yurii Mykolaiovych Ivashchenko；1961年4月12日—），烏克蘭天文學家。

## 經歷
尤里·伊瓦先科於1961年4月12日生於烏克蘭日托米爾州安德鲁希夫卡，當天剛好是蘇聯太空人尤里·加加林進入太空的日子，因此他的父母以加加林的名字尤里為他命名。他的父親是當地一家地方報紙的記者，母親則是科學與天文學教師。
伊瓦先科在安德鲁希夫卡完成基礎教育。他在童年時就對天文學相當感興趣，因此進入基輔大學物理學院天文系就讀，並於1983年取得學位。之後直到1992年他任職於烏克蘭國家科學院轄下的重點天文台（Main Astronomical Observatory），並獲得物理與數學副博士學位。蘇聯解體後伊瓦先科於1992年從學術職位上離職，並且在基輔一家二手車經銷商任職。
1998年起他開始建立自己的私人天文台，該台就是2001年啟用的安德鲁希夫卡天文台，國際天文聯合會編號A50。2003年伊瓦先科和其他人在該天文台合作發現了第一顆小行星。
2005到2012年安德鲁希夫卡天文台是世界上發現小行星最多的前20名天文台。2003年起他的團隊總共發現了超過90顆小行星。

## 個人生活
伊瓦先科育有五名子女。